# Öppen teism
Öppen teism är en variant av evangelikal teologi vars särdrag är att man förnekar att Gud vet exakt allt som ska hända i framtiden.
Begreppet ”öppen teism” myntades i samband med att boken The Openness of God – A Biblical Challenge to the Traditional Understanding of God kom ut 1994. Där skrev Clark Pinnock, Richard Rice, John Sanders, William Hasker och David Basinger varsitt kapitel och menade att den kristna gudsbilden förvanskades när den ursprungliga hebreiska teologin sammanfogades med grekisk filosofi. Inom den grekiska filosofin fanns redan en monoteism där Gud uppfattades som väldigt transcendent. Han var en strikt logisk varelse som saknade känslor, var oföränderlig och fanns långt utanför tid och rum. Denna gudsbild trängde bort den ursprungliga hebreiska gudsbilden som var mer dynamisk, menade författarna. Den filosofiska gudsbilden ledde så småningom fram till Augustinus och senare Jean Calvins teologi om Gud som en upphöjd härskare som inte endast känner framtiden utan också har förutbestämt den. 
Öppen teism menar att denna gudsbild är både obiblisk och ohållbar. Gud är inte en upphöjd diktator som determinerat allt, utan en kärleksfull Gud inbjuder människan att vara med och avgöra hur framtiden ska bli. Öppen teism betonar den fria viljan (vilken förnekas av Augustinus och Kalvin) och säger att Gud givit människan den just för att han inte själv vill bestämma allt som ska hända. 
En väsentlig filosofisk premiss för öppen teism är att man förnekar att framtiden och det förgångna skulle ”finnas” någonstans, vilket skulle vara sant om Gud satt upphöjd och såg hela världshistorien framför sig som en tidslinje. Istället tror man att det enda som finns är världen just nu, inklusive konsekvenserna från det förgångna. Men inte framtiden. Det är därför Gud inte kan veta framtiden – den finns ju ännu inte. 
Förespråkare av öppen teism menar att öppen teism har flera fördelar:
- Bönen blir meningsfull. En oföränderlig Gud förändrar inte sina planer när en person ber till honom, men en dynamisk Gud lyssnar på människans böner och kan ändra sina planer (vilket t.ex. sker i 2 Mos 32:7-14).
- Människans handlingar kan uppfattas som mer sant meningsfulla. Om Gud ser i framtiden vad människan ska välja innan människan gör sitt val, kan människan egentligen inte välja något annat än det Gud sett att hon ska välja.
- Ondskans problem blir lättare att lösa. Om Gud förutbestämt allt har han även bestämt alla onda handlingar. Men om människor är sant fria varelser, kan ondskan förklaras av människornas fria vilja.

Problem med öppen teism:
- Profetior blir svåra att förklara om Gud inte vet framtiden. Förespråkare för öppen teism säger att Gud inte ser framtiden (eftersom den inte finns), men att han kan göra mycket exakta prognoser. De flesta profetior förklarar man med att Gud helt enkelt avslöjar vad han själv ska göra (vilket inte kräver förutseende). Men fortfarande finns det profetior om framtiden som är svåra att förklara endast med prognoshypotesen (t.ex. när Jesus förutsåg Petrus tre förnekelser).
- Analogt med detta blir bibelställen som talar om att de troende blev utvalda i tidernas begynnelse (Ef 1:4) problematiska.